# Die Verlobte
Die Verlobte ist eine deutsche Literaturverfilmung der DEFA in Co-Produktion mit dem Fernsehen der DDR von Günther Rücker und Günter Reisch aus dem Jahr 1980. Sie beruht auf den Romanen Haus der schweren Tore und Leben, wo gestorben wird von Eva Lippold.

## Handlung
Deutschland 1934: Die Kommunistin Hella Lindau engagiert sich zusammen mit ihrem Freund Hermann Reimers gegen die Faschisten. Obwohl sie erkennt, dass Mitstreiterin Irene dem Druck nicht gewachsen ist, und die anderen warnt, nimmt man ihre Bedenken nicht ernst. Hella wird von Hermann mit einem hohen Geldbetrag zu Irene geschickt, die den Plan jedoch verraten hat. Hella wird verhaftet, nimmt die Schuld auf sich und wird zu zehn Jahren Zuchthaus verurteilt. Die ersten beiden Jahre verbringt sie in Einzelhaft. Ihr einziges Tor zur Außenwelt ist ein kleines Fenster ihrer Zelle. Ihre Haftbedingungen werden nach zwei Jahren etwas gelockert. Sie kommt beim Wäschewaschen mit anderen Frauen in Kontakt, wird jedoch mit zwölf Tagen Dunkelhaft bestraft, als sie sich gegen die Behandlung der anderen Frauen ausspricht. Ein erstes Treffen mit Hermann wird kurzfristig unterbunden, weil Hella Arbeit, die ihr zugeteilt wurde, nicht erledigt hat. Bei der nächsten Kontrolle hat sie mehr geschafft, als vorgeschrieben. Beim ersten Wiedersehen mit Hermann bricht Hella zusammen.
Hermann, der sich vergeblich dafür eingesetzt hat, Hella in der Haft heiraten zu dürfen, macht sich bei Hensch von der Gestapo, einem passionierten Bienenzüchter, beliebt, da sein Vater ebenfalls Bienen züchtet. Er erreicht so, dass Hellas Haftbedingungen nach drei Jahren verbessert werden. Sie kommt in die Wäscherei, wo sie als „Politische“ mit der Beamten-Wäsche betraut wird, die die anderen Wäscherinnen als Prostituierte und Mörderinnen nicht anfassen dürfen. In den Jahren der Haft hält Hella die Liebe zu Hermann, der ihr Briefe schreibt, aufrecht, auch wenn der deutsch-sowjetische Nichtangriffspakt Hella in tiefe Zweifel und Verwirrung stürzt. Von Zeit zu Zeit erfahren die Gefangenen von den politischen Geschehnissen außerhalb der Gefängnismauern. Der Russlandfeldzug wird von den wenigen Kommunisten im Zuchthaus abwartend betrachtet, so sei das Land groß und mehr als zwei Jahre könne der Vormarsch nicht anhalten. Der Krieg wendet sich und deutsche Städte fallen in Schutt und Asche. Hermann muss sich regelmäßig bei der Gestapo-Stelle melden. Kurz vor Hellas Haftentlassung wird Hermann 1944 verhaftet, da man über die Jahre zahlreiches Beweismaterial gegen ihn und weitere Kommunisten gesammelt hat. Hella wird vorgeladen und erneut befragt, bleibt jedoch bei ihrer damaligen Aussage. Im Gefängnis darf Hella von einer Bewacherin gedeckt heimlich zu Hermann gehen und umarmt den mit Handschellen Gefesselten innig. Hermann wird abgeführt und deportiert. In einem Brief an Hella sagt er seinen Tod voraus. Als Hella aus dem Zuchthaus entlassen wird, sitzt sie am Ende allein vor Hermanns Haustür.

## Produktion
Die Verlobte beruht auf der autobiografischen Romantrilogie Haus der schweren Tore von Eva Lippold. Der ab 1979 gedrehte Film erlebte am 2. September 1980 im Berliner Kino International seine Premiere. Am 5. September 1980 lief er in den Kinos der DDR an und wurde am 10. April 1981 erstmals im Fernsehen der DDR gezeigt. Die zeitige Fernsehausstrahlung wurde von Renate Holland-Moritz kritisiert, da sie dem Kino die Zuschauer entziehe. „Schade, daß der Bräutigam Fernsehen seiner Partnerin DEFA weniger Liebe als Eifersucht entgegenzubringen scheint“, spielte Holland-Moritz in ihrer Kritik auf die Co-Produktion von DEFA und DFF an. Am 12. Juni 1981 kam der Film in die bundesdeutschen Kinos und lief am 14. November 1984 zum ersten Mal im NDR im bundesdeutschen Fernsehen.
Die Kostüme schufen Sibylle Gerstner, Ruth Kiecker und Hans Linke, die Filmbauten stammen von Dieter Adam.
Als Synchronstimmen sind Thomas Kästner (für Regimantas Adomaitis), Elsa Grube-Deister (für Slávka Budínová) und Regine Albrecht (für Ewa Ziętek) zu hören.
Der Film erhielt zahlreiche, auch internationale, Auszeichnungen und gilt als einer der erfolgreichsten antifaschistischen Filme der DEFA.

## Kritik
Die zeitgenössische Kritik lobte die Genauigkeit des Films, der „eine Authentizität [besitzt], die sonst nur das Dokument kennt.“ Hervorgehoben wurde die Leistung von Jutta Wachowiak in der weiblichen Hauptrolle: „Allein Rolle und Darstellung der Hella durch Jutta Wachowiak ist sehenswert und großen Lobs würdig. Eine bekanntlich ausgezeichnete Schauspielerin steigerte sich in der Kunst der Menschendarstellung auf eine schwer zu erreichende, nicht so rasch wiederholbare Höhe. Aber ich sah auch keinen anderen Schauspieler, der nicht sein Bestes – in jeder Hinsicht – gab … Und die Kamera Jürgen Brauers – wach, aufmerksam, keine Regung entging ihr, und nie würde sie zudringlich oder schamlos. Brauer setzte das Menschliche ins Optische.“ Renate Holland-Moritz nannte den Film ein Werk „voller Menschengeschichten, aufrüttelnder, bewegender, pointiert und in wunderbarer Sprache erzählter Frauenschicksale. Und daß dieser Film ein künstlerisches Ereignis ersten Ranges werden konnte, verdankt er den Frauen, die solche Schicksale zu gestalten vermochten.“
Der film-dienst nannte Die Verlobte eine „ergreifende ‚Passionsgeschichte‘ einer schutzlosen, aber mutigen, schwachen und doch unbeugsamen Frau im Räderwerk des Strafvollzugs im Dritten Reich. Überzeugend sowohl als heroisierender Frauenfilm wie auch als Zuchthausfilm und Liebesgeschichte, vor allem aber auch als filmisch bemerkenswerte Erforschung von Gefühlswelten.“ Jutta Wachowiaks Leistung wurde als „herausragend“ bezeichnet.
Für Cinema war der Film „herausragend gespielt, vielschichtig inszeniert. Fazit: Zutiefst ergreifendes Schicksal einer Frau“.

## Auszeichnungen (Auswahl)
Auf dem XXII. Internationalen Filmfestival Karlovy Vary erhielt Die Verlobte 1980 den Grand Prix. Jürgen Brauer, Günter Reisch, Günther Rücker, Jutta Wachowiak, Regimantas Adomaitis und Eva Lippold wurden 1980 mit dem Nationalpreis I. Klasse ausgezeichnet.
Die Sektion Theorie und Kritik des Verbandes der Film- und Fernsehschaffenden der DDR vergab 1981 an Die Verlobte den Kritikerpreis als Bester DEFA-Film aus dem Kinoprogramm 1980. Im gleichen Jahr erhielt der Film auf dem Internationalen Filmfestival Sydney den 1. Preis und wurde auf der 12. Internationalen Woche der Filmautoren in Benalmádena, Spanien, mit der Jungfrau von Benalmadena ausgezeichnet.
Auf dem 2. Nationalen Spielfilmfestival der DDR Karl-Marx-Stadt erhielt der Film 1982 den Großen Preis sowie den Preis für Kamera (für Jürgen Brauer), Schnitt (Erika Lehmphul), Szenographie (Dieter Adam), den Schauspielerpreis (Jutta Wachowiak) und zwei Nebenrollenpreise (Käthe Reichel, Rolf Ludwig).